# تپه شهر سوخته ۵۷
تپه شهر سوخته شماره ۵۷ مربوط به هزاره اول قبل از میلاد است و در شهرستان زابل، بخش شیب آب، روستای حومه شهر سوخته واقع شده و این اثر در تاریخ ۳۰ تیر ۱۳۸۴ با شمارهٔ ثبت ۱۲۱۳۹ به‌عنوان یکی از آثار ملی ایران به ثبت رسیده است.